# エリザベス・レーマー
- エリザベス・レーマー[1]
- エリザベス・ローマー[2][3]

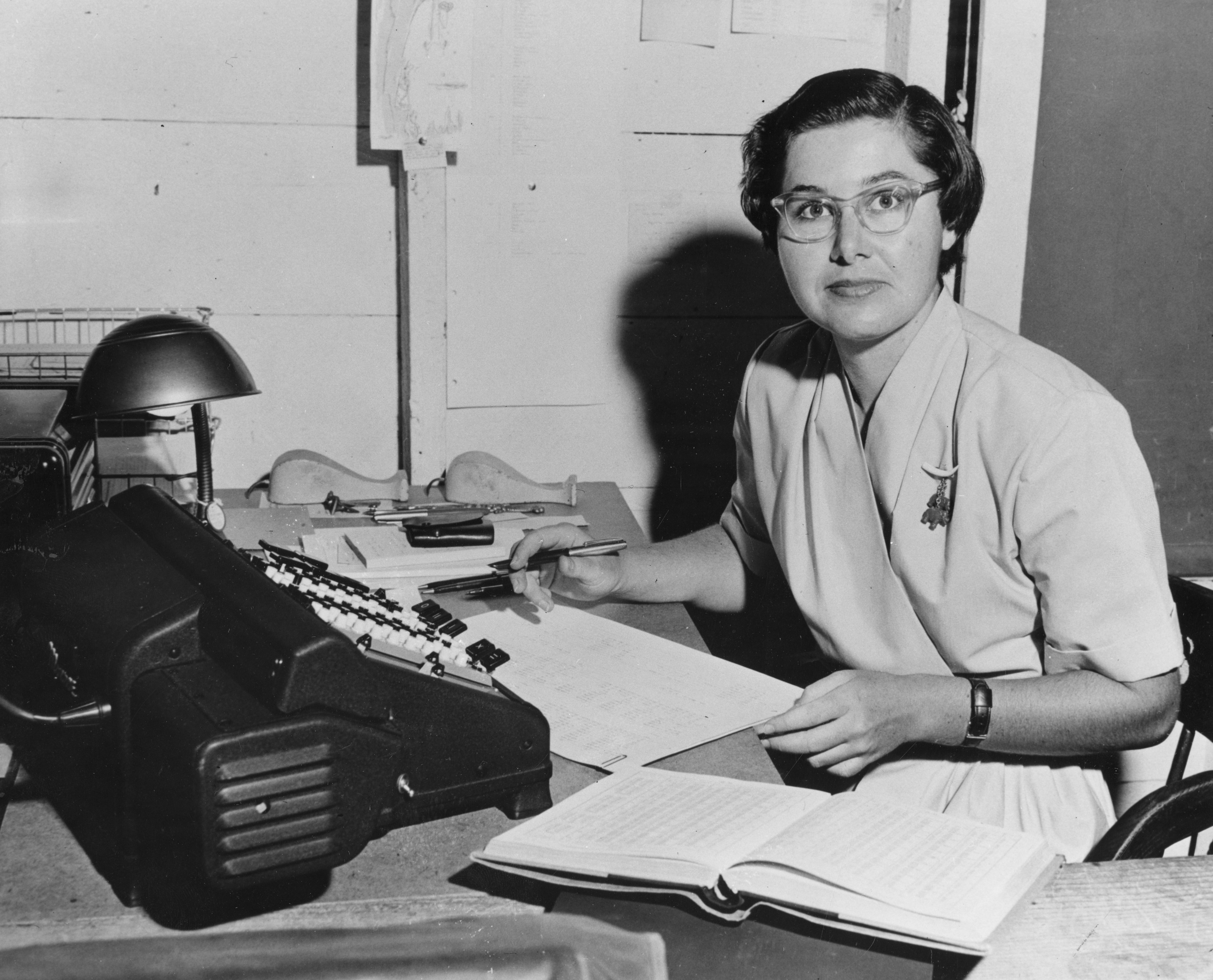
エリザベス・レーマー

エリザベス・レーマー（Elizabeth Roemer、1929年 - 2016年4月8日）はアメリカ合衆国の女性天文学者。彗星や小惑星などの分野で研究した。
1955年にカリフォルニア大学バークレー校で天文学の博士号を得た。アリゾナ大学の名誉教授に任じられた。1966年から1997年まで同大学月惑星研究所に勤務した。木星の衛星テミストの発見者の一人であるほか、小惑星（1930）ルシファー、 (1983) ボークを発見した。